# Nicolaaskerk (Kortgene)
De Nicolaaskerk is een kerkgebouw in de Noord-Bevelandse smalstad Kortgene, dat gelegen is aan het Veerse Meer. De Nicolaaskerk is het oudste monument van Noord-Beveland en is eigendom van de protestantse gemeente te Kats-Kortgene.
De hervormde kerk, oorspronkelijk gewijd aan de Onze Lieve Vrouwe, is een recht gesloten eenbeukige kerk, voorzien van halfingebouwde westtoren met twee geledingen en een achtkantige naaldspits. In het kerkgebouw bevindt zich behalve het uit 1905 daterende monumentale Van Damorgel ook een kabinetorgel.
Kortgene heeft na de stormvloeden van 1530 en 1532 anderhalve eeuw onder water gestaan waarbij alleen de kerktoren overeind bleef staan. Willem Adriaan van Nassau ontving het verdronken land van Kortgene in 1670 als schenking. Hij liet het gebied inpolderen en de kerk herbouwen. Na de bedijking van de Stadspolder werd met de bouw van het nieuwe voorstraatdorp begonnen.

## Geschiedenis
Het middeleeuwse Kortgene, waarvan een kapel al in 1235 wordt vermeld, kreeg in 1413 stadsrechten van de jonkheer Phillips van Borssele en dit was tevens de aanleiding om een nieuwe kerk te bouwen. Na een jaar bouwen ging de kerk echter door brand verloren, waarbij de rest van het uit houten huizen bestaande dorp ook werd verwoest. Na herbouw kende Kortgene een periode van welvaart, maar overstromingen van 1530 (Sint-Felixvloed) en 1532 (Allerheiligenvloed) maakte daar weer een einde aan. Alleen de toren van de kerk bleef als markant punt behouden. Toen Willem Adriaan van Nassau het verdronken land van Kortgene in 1670 als schenking ontving liet hij het gebied inpolderen en de kerk herbouwen. Bij de stichting van het nieuwe dorp heeft men rekening gehouden met deze kerk en de ligging van de haven aan de zuidoostzijde van de Hoofdstraat. De toren werd beklampt (met nieuwe bakstenen bekleed), het schip werd in 1686 geheel opnieuw opgebouwd en is dus een echt protestants kerkgebouw. In 1754 werden kerk en toren vernieuwd en de restanten van het koor opgeruimd. Bij een restauratie in 1858 werden onder andere de huidige rondboogvensters aangebracht, zodat feitelijk alleen de toren nog zijn oorspronkelijke aanzien heeft.
De kerk was eigendom van de Protestantse gemeente te Kats-Kortgene en werd gebruikt voor kerkdiensten. In 2014 is de Protestantse gemeente begonnen met de renovatie van de kerk. 

## Klok
De zware klok 'Suzanne' uit 1661 (900 kg) werd (door admiraal Cornelis Tromp, 1674) als oorlogsbuit uit Frankrijk meegevoerd en geschonken aan Kortgene. In 1942 werd deze klok per schip door de Duitsers weggevoerd en onderweg zonk het schip in het IJsselmeer. Na de oorlog werd deze van oorsprong Franse klok weer opgevist en in de toren teruggehangen.

## Naam
De naam verwijst naar Sint-Nicolaas, de beschermheilige van kinderen, ongehuwde vrouwen en kooplieden en de schutspatroon van zeelieden.